# 埃爾斯米爾 (科羅拉多州)
埃爾斯米爾（英語：Elsmere）是位於美國科羅拉多州艾爾帕索縣的一個非建制地區。該地的面積和人口皆未知。

## 地理
埃爾斯米爾的座標為38°51′53″N 105°42′38″W / 38.86472°N 105.71056°W，而該地的平均海拔高度為1958米（即6424英尺）。